# Zelandotipula fassliana
Zelandotipula fassliana is een tweevleugelige uit de familie langpootmuggen (Tipulidae). De soort komt voor in het Neotropisch gebied.